# Giovanni Maria Della Torre
Giovanni Maria Della Torre est un naturaliste italien, né le 16 juin 1710 à Rome et mort le 7 mars 1782 à Naples.
Giovanni Maria Della Torre enseigne la philosophie et les mathématiques dans diverses villes italiennes et particulièrement à Venise. Il est bibliothécaire pour le roi de Sicile.
Membre de nombreuses sociétés savantes, il est l’auteur d’un cours de physique en latin et en italien. Il fait paraître, en 1755, un livre sur le Vésuve. Il apporte des améliorations aux microscopes de son époque.

## Biographie
Giovanni Maria Della Torre naquit à Rome en 1713, d’une famille originaire de Gênes. En 1732, il prit l’habit des Clercs réguliers de Somasque à Venise et se livra tout entier à l’étude de la physique. Appelé par le cardinal Spinelli pour remplir une chaire au séminaire archiépiscopal de Naples, il attira sur lui l’attention de Charles III, qui lui confia la direction de sa bibliothèque, de l’imprimerie royale et du musée d’antiquités dont il venait d’hériter de la Maison Farnèse.
Della Torre se livra particulièrement aux observations microscopiques. Il fit venir du flint-glass d’Angleterre, polit lui-même des verres d’optique, et au moyen de quelques boules de cristal, dont il se proclama l’inventeur, il obtint des agrandissements beaucoup plus considérables qu’avec les instruments ordinaires. On essaya de lui contester la priorité de cette découverte en soutenant qu’avant lui Antoni van Leeuwenhoek s’était déjà servi de ces mêmes boules. Mais Baker avait déclaré que parmi vingt-six microscopes légués par ce physicien à la Royal Society de Londres, il n’en avait aperçu aucun qui eût la forme sphérique.
Le P. della Torre prétendit que le sang se compose d’éléments, non pas globuleux comme l’avait cru Leeuwenhoek, mais annulaires, c’est-à-dire de cercles un peu allongés, vides par le milieu, roulant sans cesse, s’assemblant et se détachant tour à tour, sans jamais perdre leur forme primitive. Cette observation, confirmée par John Turberville Needham et Georg Prochaska, trouva des contradicteurs qui soutinrent que cette configuration annulaire des molécules du sang n’était réellement que l’effet d’une illusion d’optique causée par la projection irrégulière de la lumière. Le P. della Torre, sans être arrêté par ces remarques, continua ses recherches sur le chyle, le fiel, les fibres, les muscles, le cerveau, etc. Les nerfs ne lui parurent qu’une agglomération de filaments opaques, extrêmement minces et joints par des globules diaphanes. Il affirma que le cerveau était composé de petites boules, autres que les globules de Malpighi, et qui, par leur mouvement en ligne droite ou oblique, expliquaient d’une manière satisfaisante les opérations de l’esprit et de la mémoire. Ainsi, d’après le P. della Torre, le délire n’était que l’effet vertigineux de ces petites boules, etc. Observateur infatigable des phénomènes volcaniques, ce religieux disserta sur la structure, les communications, les ramifications et les élaborations du Vésuve. Il voulut aussi prédire les éruptions, et il descendit plusieurs fois dans les flancs de cette montagne pour en explorer les cavités avec un courage jusqu’alors sans exemple.
Tant de zèle pour l’avancement des sciences fut récompensé par l’estime des savants et par les suffrages des principales académies de l’Europe, qui lui envoyèrent le diplôme de membre correspondant. Le P. della Torre appartenait à la Royal Society, aux académies de Paris, de Berlin, de Sienne, de Naples, etc. Il mourut dans cette capitale, le 7 mars 1782.

## Œuvres
- Scienza della natura generale e particolare, Naples, 1749, et Venise, 1750, 2 vol. in-4°, fig. Il en existe une autre réimpression (Naples, 1774, 3 vol. in-4°, fig.), corrigée et augmentée par l’auteur.
- Narrazione del torrente di fuoco uscito dal monte Vesuvio nel 1751, ibid., 1751, in-4° ;
- Istituzioni aritmetiche, ibid., 1752, et Padoue, 1768, in-8° ;
- Institutiones physicæ, Naples, 1753, in-8° ;
- Descrizione di due eruzioni del Vesuvio (juillet et décembre 1754), ibid., 1754, in-4° ;
- Storia e fenomeni del Vesuvio, col catalogo degli scrittori vesuviani, ibid., 1755, in-4°, fig. Ce n’est pas la première histoire du Vésuve ; mais on la regarde comme le premier ouvrage scientifique sur ce volcan. La liste des écrivains vésuviens est assez complète, et elle aurait été beaucoup plus intéressante si l’auteur avait osé se prononcer sur le mérite de chacun de leurs ouvrages[2].
- Supplemento alla Storia del Vesuvio fino all’anno 1759, ibid., 1759, in-4°. C’est la seconde partie du numéro précédent. Tout l’ouvrage a été traduit en français par l’abbé Péton, Paris, 1760, in-8°.
- Supplemento alla Storia del Vesuvio, ove si descrive l’incendio del 1760, Naples, 1761, in-4°. C’est un second appendice à la Storia e fenomeni del Vesuvio, col catalogo degli scrittori vesuviani.
- Nuove osservazioni intorno alla storia naturale, ibid., 1763, in-4° ;
- Incendio del Vesuvio, accaduto nel 1766, ibid., 1766, in-4° ;
- Elementa physices generalis et particularis, ibid., 1767, 9 vol. in-8° avec beaucoup de fig. À la physique proprement dite, l’auteur a joint des essais sur la chimie, la minéralogie, l’histoire naturelle et sur toutes les sciences qui dépendent de la physique.
- Incendio del Vesuvio, accaduto il 19 ottobre 1767, ibid., 1767, in-4° ;
- Storia e fenomeni del Vesuvio esposti fino al 1767, ibid., 1768, in-4° ;
- Histoire et phénomènes du Vésuve, exposés dès l’origine jusqu’en 1770, ibid., 1770, in-8°, avec un catalogue plus complet des auteurs qui ont écrit sur le Vésuve.
- Nuove osservazioni microscopiche, ibid., 1776, in-4°, fig. ;
- Incendio trentesimo del Vesuvio accaduto il 8 agosto 1779, ibid., 1779, in-8°, traduit en allemand, Altenbourg (Iéna), 1783, in-8°. L’auteur considère cette éruption comme la trentième dont l’histoire fasse mention, depuis celle qui couvrit les villes d’Herculanum, de Pompei et de Stabies, l’année 79 de l’ère chrétienne.

## Textes en ligne
- (it) Scienza della natura, vol. 1, Naples, Raffaele Gessari, 1748 (lire en ligne)
- (it) Scienza della natura, vol. 2, Naples, Raffaele Gessari, 1749 (lire en ligne)
- (it) Storia e fenomeni del Vesuvio, Naples, Giuseppe Raimondi, 1755 (lire en ligne)
- (la) Elementa physicae, vol. 3, Naples, Donato Campo, 1767 (lire en ligne)
- (la) Elementa physicae, vol. 5, Naples, Donato Campo, 1767 (lire en ligne)
- (la) Elementa physicae, vol. 7, Naples, Donato Campo, 1768 (lire en ligne)
- (la) Elementa physicae, vol. 8, Naples, Donato Campo, 1769 (lire en ligne)
- (la) Elementa physicae, vol. 9, Naples, Donato Campo, 1769 (lire en ligne)